# Амитав Гхош
Амитав Гхош (на английски: Amitav Ghosh, на бенгалски: অমিতাভ ঘোষ) е индийски социален антрополог и писател на произведения в жанра драма, исторически роман, научна фантастика и документалистика.

## Биография и творчество
Роден е в Колката, Западна Бенгалия, Индия на 11 юли 1956 г. Израства в Индия, Бангладеш и Шри Ланка. Учи в пансиона „Doon School“ в Дехрадун, където съвременници са му писателят Викрам Сет и историкът Рам Гуха. Докато е в гимназията, редовно пише разкази и поезия за изданието ѝ „The Doon School Weekly“ и основава заедно с Гуха списанието „History Times“.
Следва в колежа „Свети Стефан“ на Делхийския университет и в училището по икономика на Делхи. Печели стипендия на фондация „Inlaks“. Получава докторска степен по философия по социална антропология в колежа „Сейнт Едмънд Хол“ на Оксфордския университет с дисертация на тема „Роднинство във връзка с икономическата и социална организация в египетска селска общност“ научен ръководител британския социален антрополог Питър Лиенхард през 1982 г.
След дипломирането си работи във вестник „Indian Express“ в Ню Делхи. Бил е сътрудник в Центъра за изследвания в социалните науки в Колката и Центъра за изследвания в развитието в Тируванантапурам. От 1999 г. е преподавател по сравнителна литература в колежа „Куинс“ в Градския университет на Ню Йорк. От 2005 г. е гостуващ лектор в английския отдел на Харвардския университет. Сътрудничи на много списания.
Дебютният му роман „Кръгът на разума“ е издаден през 1986 г., последван от „Линиите на сянката“ (1988), „Хромозомата Калкута“ (1995), „Стъкленият дворец“ (2000) и „Гладният прилив“ (2004).
Известно време се връща и жевее в Индия, където пише известната си трилогия „Ибис“, включваща романите „Море от макове“ (2008), „Река от дим“ (2011) и „Потоп от огън“ (2015). Трите книги описват събитията от първата половина на XIX век, непосредствено преди Опиумните войни, проследявайки колониалната история на Азия.
Той е автор и на публицистични книги и сборници с есета, засягащи най-разнообразни теми като фундаментализма, историята на романа, египетската култура и литературата.
Носител е на една от най-престижните литературни награди във Франция, Prix Médicis étranger, на наградата на Индийската национална литературна академия „Sahitya Akademi“, на британската награда за научна фантастика „Артър Кларк“, както и на израелската награда „Dan David“ за изключителни литературни постижения.
През 2009 г. е избран за член на Кралското общество на литературата, а през 2015 г. е избран за член на фондацията „Ford Art of Change“. Участвал е в журито на няколко международни филмови фестивала, включително Локарно и Венеция.
Амитав Гхош живее със семейството си в Бруклин, Гоа и Колката.

## Произведения

### Самостоятелни романи
- The Circle of Reason (1986) – награда „Медичи 1990“
- The Shadow Lines (1988) – награда „Sahitya Akademi“ и „Ananda Puraskar“ (Индия)
- The Calcutta Chromosome (1996) – награда „Артър Кларк“
- The Glass Palace (2000)
- The Hungry Tide (2004) – награда „Crossword Book“ (Индия)
Гладният прилив, изд.: „Жанет 45“, Пловдив (2018), прев. Герасим Славов
- Gun Island (2019)
- Jungle-Nama (2021)

### Серия „Ибис“ (Ibis)
1. Sea of Poppies (2008) – номинация за „Ман Букър“
2. River of Smoke (2011)
3. Flood of Fire (2015)

### Документалистика
- In an Antique Land (1992)
- Dancing in Cambodia and At Large in Burma (1998)
- The Imam and the Indian (2002)
- Incendiary Circumstances (2006)
- Dancing in Cambodia and Other Essays (2008)
- Countdown (2010)
- The Great Derangement (2016)
- The Invisible Hand (2017)
- Uncanny and Improbable Events (2021)
- The Nutmeg's Curse (2021)